# Zoltán Farkas (piłkarz)
Zoltán Farkas (ur. 7 października 1989 w Kaposvárze) – węgierski piłkarz, występujący na pozycji pomocnika.